# 原新化街役場
原新化街役場位於臺灣臺南市新化區，為彰化以南僅存的街役場建築。該建築在日治時期為新化街的公所，戰後則成為新化鎮公所直到1996年新大樓完工後才閒置。後來該建築一度因要在該地興建地下停車場而面臨拆除問題，最後決定在施工期間將新化街役場移到附近的青果市場停車場安置，完工後才搬回原址。新化街役場於2001年的歷史建築百景徵選活動中被選為第四名，後來在2002年11月18日公告為歷史建築。目前該建築是做為餐廳而使用，隔壁即是楊逵文學紀念館。

## 沿革

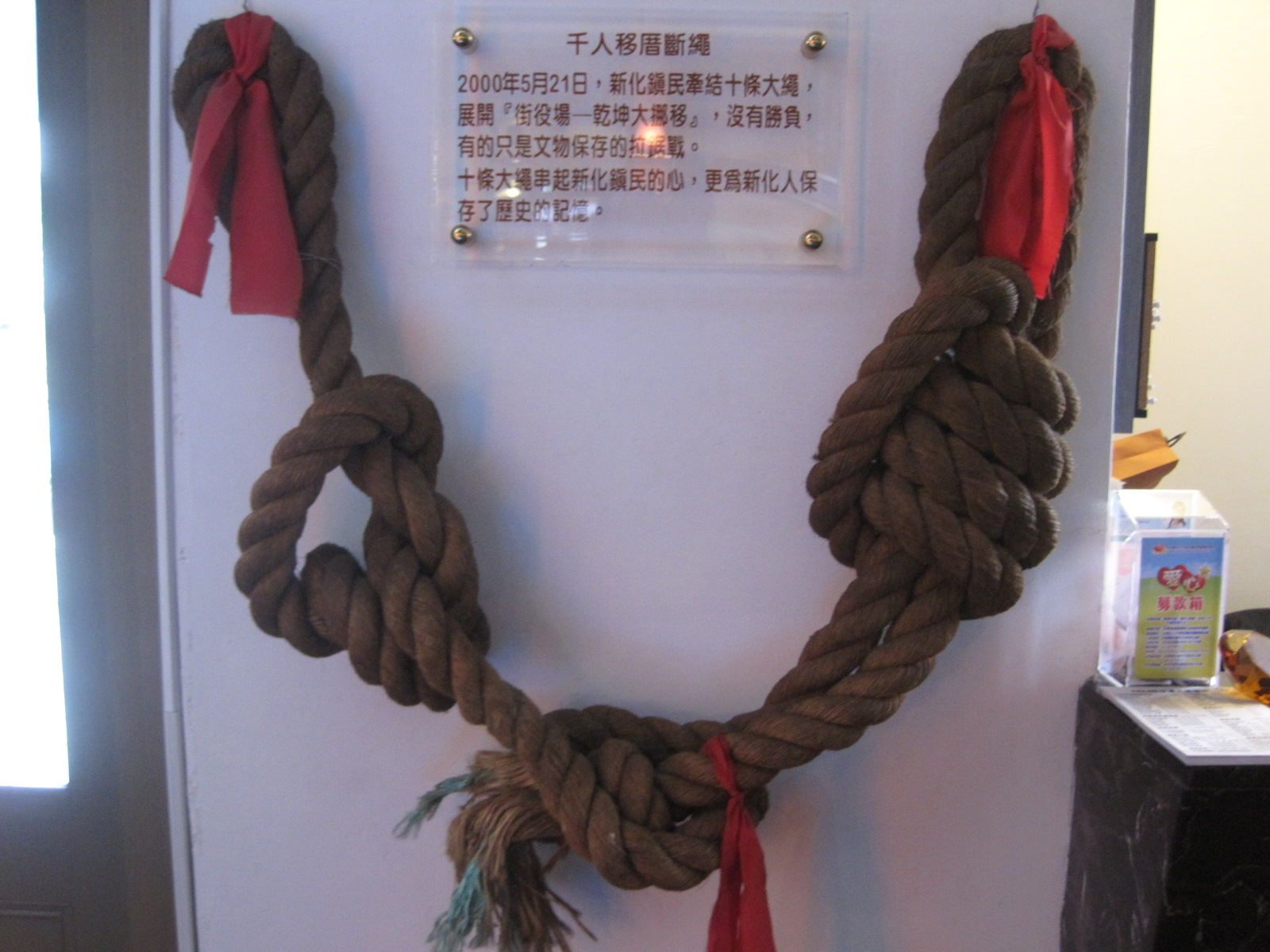
搬移街役場時所使用的繩子。

新化街役場興建於1934年，為當時的街長梁道覺得原本辦公的「杉仔厝」（今新化信義路上）不敷使用，遂捐地興建，一年後完工，之後一直為公家機關所使用直到1996年新化鎮公所搬入新址為止。而在1999年因計畫在街役場土地上興建地下停車場，使得新化街役場面臨拆除問題，最後在各界努力下，於2000年5月21日進行名為「乾坤大挪移」的街役場搬遷工程，當天是以人力象徵性的拉動，之後再改以重機具拖行。而在實際搬遷之前，該工程共花了66天進行前置工作，包括加上地樑以穩固其結構、重新鋪平忠孝路以讓建築能平穩地搬走，此外為了減輕建物重量，還將其屋瓦全部卸下，因而發現每片水泥屋瓦都上了釉並印有「新案特許」字樣，表示這些屋瓦是為了新化街役場而特別製作的。

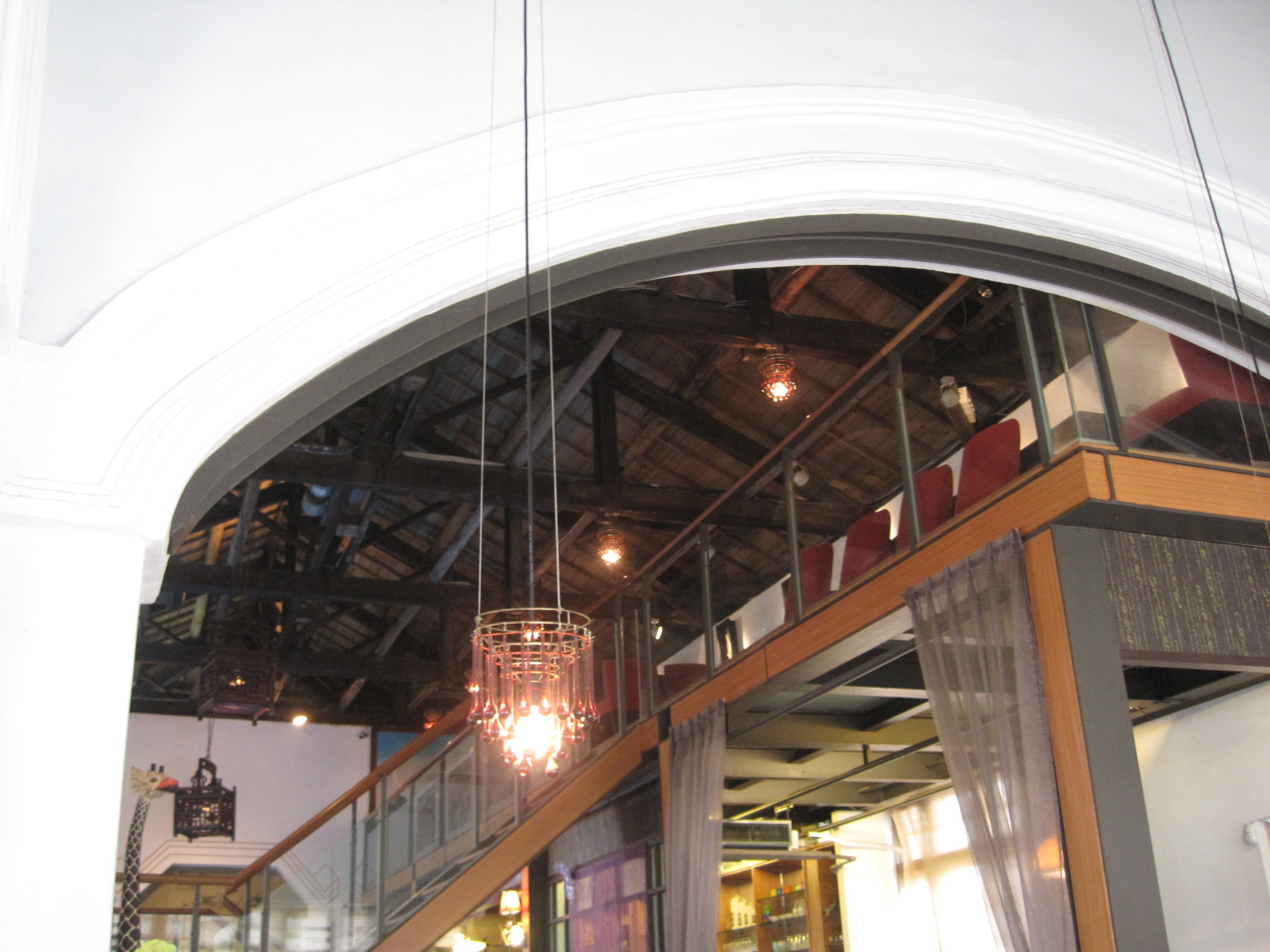
內部一景。

遷徙至新化高中對面的青果市場停車場後，有多位專家學者開始規畫對建築物的結構補強與修復措施，而在地下停車場完工後，街役場遂於2002年3月29日開始遷回原址。而遷回原址後，便開始進行內部整修與周圍綠化等工程，最後於2005年3月完工，之後地上多出辦公室及機房等設施，而街役場建築則改為餐廳。

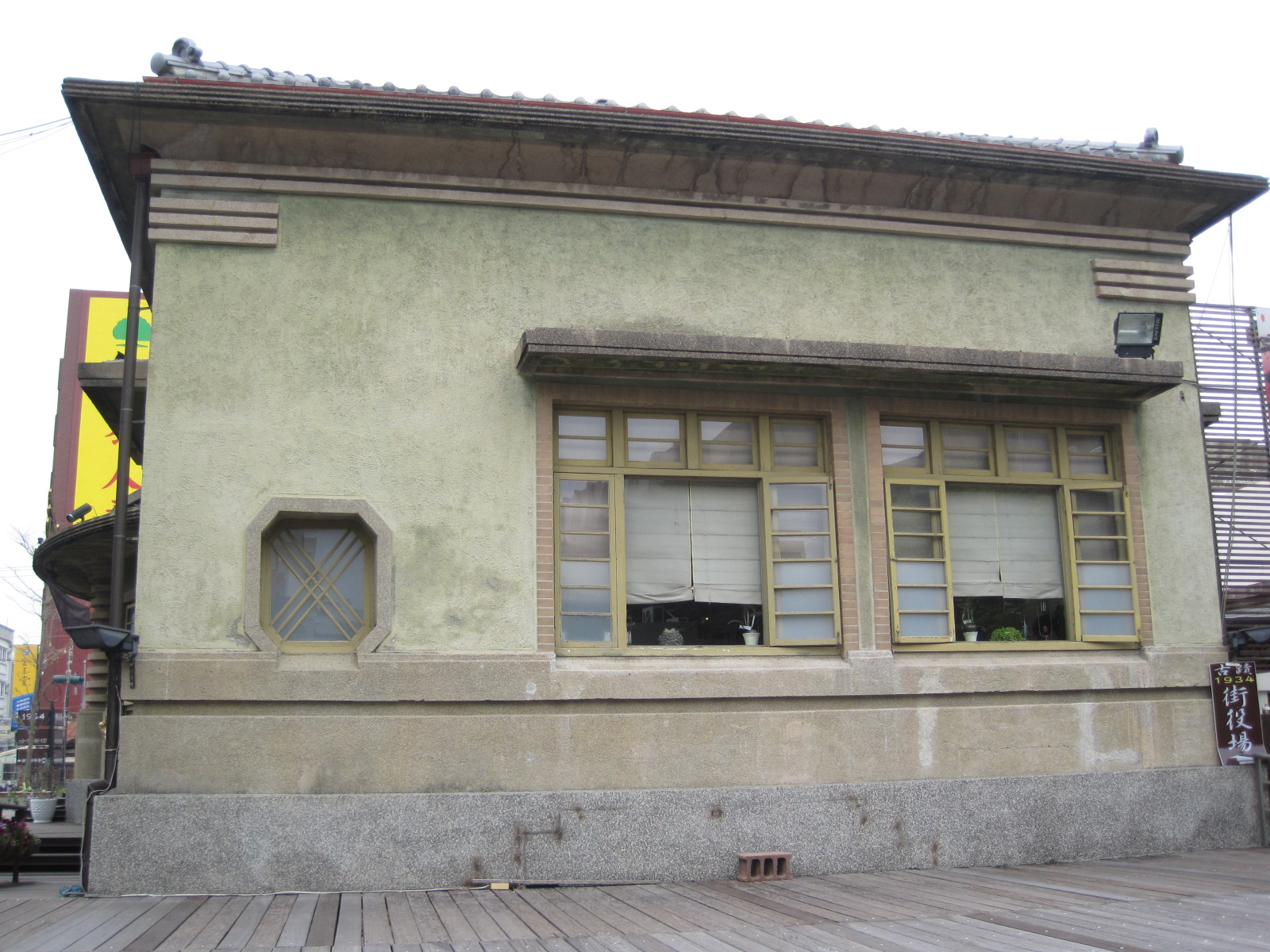
側面的八角窗為此建築唯一的一扇。

## 建築特色
新化街役場屬於現代折衷主義風格，形式為仿歐洲晚期文藝復興戲院式樣。其前面有著造型簡約的古典圓弧門廊，表面建材主要為洗石子，並搭配北投窯廠生廠的十三溝面磚，而其柱子純粹為磚造，內部沒有鋼筋。